# Dorothy McKim

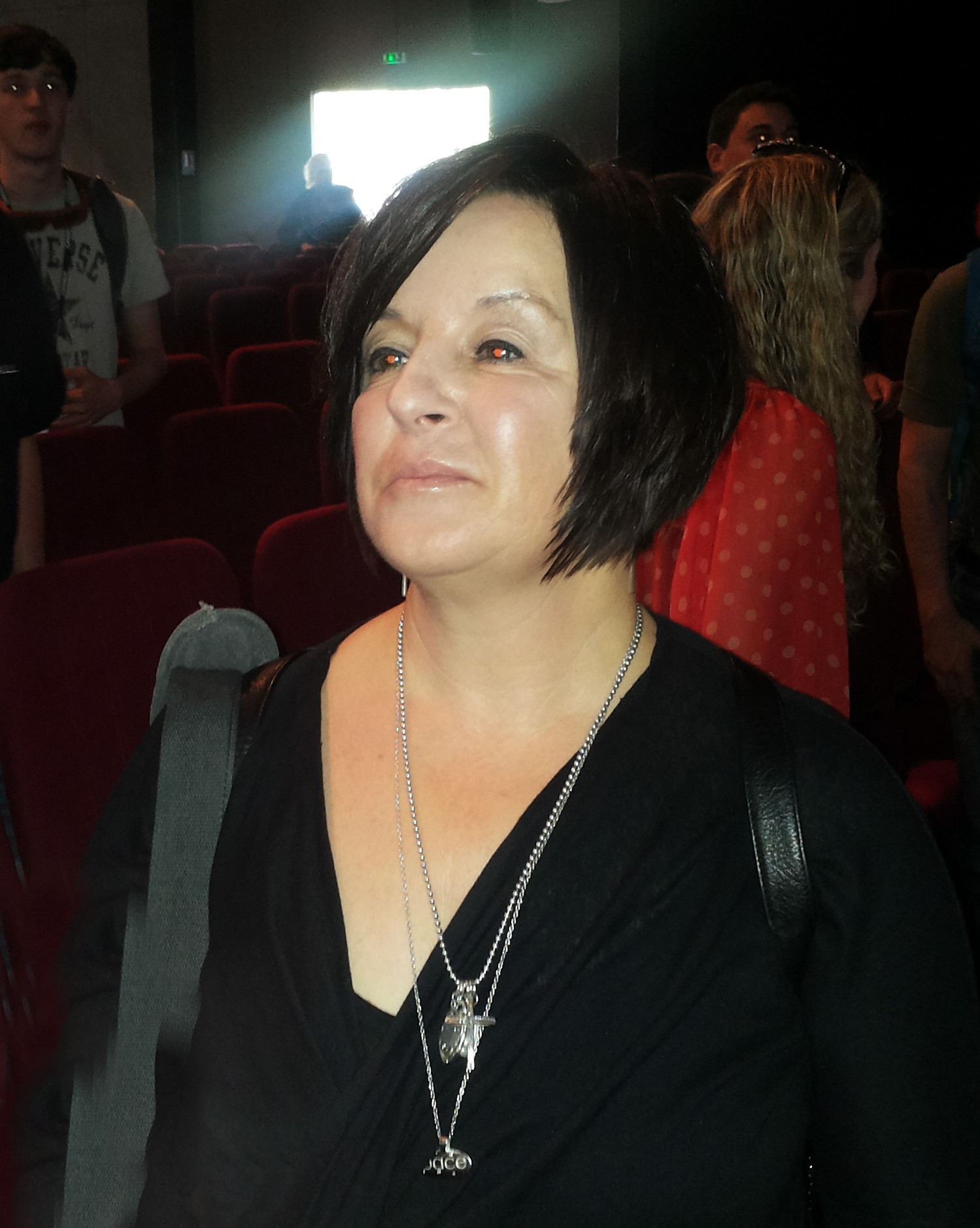
Dorothy McKim 2013

Dorothy McKim (* 8. November 1961) ist eine US-amerikanische Filmproduzentin.

## Leben
McKim kam 1980 zur Walt Disney Company und arbeitet seit 1984 bei Disney Feature Animation. Sie war bei Disney-Klassikern wie Arielle, die Meerjungfrau und Die Schöne und das Biest an der Produktionsleitung beteiligt. Als Produzentin des Kurzanimationsfilms Prep & Landing, der 2009 für ABC entstand, gewann sie 2010 einen Emmy. Es folgten die Fortsetzungen Prep & Landing Stocking Stuffer: Operation: Secret Santa (2010) und Prep & Landing: Naughty vs. Nice (2011), für die McKim unter anderem einen VES Award der Visual Effects Society und einen weiteren Emmy erhielt. Für den Micky-Maus-Kurzanimationsfilm Get a Horse!, bei dem Lauren MacMullan Regie führte, wurde McKim 2014 für einen Oscar in der Kategorie Bester animierter Kurzfilm nominiert.

## Filmografie (Auswahl)
- 1989: Arielle, die Meerjungfrau (The Little Mermaid)
- 1990: Bernard und Bianca im Känguruhland (The Rescuers Down Under)
- 1991: Die Schöne und das Biest (Beauty and the Beast)
- 1994: Der König der Löwen (The Lion King)
- 1996: Der Glöckner von Notre Dame (The Hunchback of Notre Dame)
- 2007: Triff die Robinsons (Meet the Robinsons)
- 2008: Bolt – Ein Hund für alle Fälle (Bolt)
- 2009: Prep & Landing
- 2010: Prep & Landing Stocking Stuffer: Operation: Secret Santa
- 2010: Tick Tock Tale
- 2011: The Ballad of Nessie
- 2011: Prep & Landing: Naughty vs. Nice
- 2013: Get a Horse!

## Auszeichnungen
- 2010: Emmy, Outstanding Animated Program, für Prep & Landing
- 2010: VES Award – Outstanding Visual Effects in a Broadcast Miniseries, Movie or a Special, Visual Effects Society, für Prep & Landing Stocking Stuffer: Operation: Secret Santa
- 2011: Emmy, Outstanding Short-Format Animated Program, für Prep & Landing Stocking Stuffer: Operation: Secret Santa
- 2011: Nominierung VES Award – Outstanding Visual Effects in a Broadcast Miniseries, Movie or Special, Visual Effects Society, für Prep & Landing: Naughty vs. Nice
- 2011: Nominierung VES Award – Outstanding Visual Effects in an Animated Short, Visual Effects Society, für Tick Tock Tale
- 2014: Oscar-Nominierung, Bester animierter Kurzfilm, für Get a Horse!